# Mikroregion Chapada dos Veadeiros
Die Mikroregion Chapada dos Veadeiros liegt im Mittelwesten (Região Central-Oeste) von Brasilien. Sie ist eine durch das IBGE (Instituto Brasileiro de Geografia e Estatística) für statistische Zwecke festgelegte Region im brasilianischen Bundesstaat Goiás. Sie gehört zur Mesoregion Nord-Goiás und umfasst acht Gemeinden.

## Geografische Lage
Die Mikroregion Chapada dos Veadeiros grenzt an die Mikroregionen (Mesoregionen):
- Im Norden an Dianópolis (Oriental do Tocantins, TO)
- Im äußersten Nordosten an Barreiras (Extremo Oeste Baiano, BA)
- Osten an Vão do Paranã (Ost-Goiás)
- Im Süden an Entorno de Brasília (Ost-Goiás)
- Im Westen an Porangatu (Nord-Goiás)

## Gemeinden in der Mikroregion Chapada dos Veadeiros
| Gemeinde              | Lage                                       | Fläche (km²) | Einwohner geschätzt 2009 | Bevölkerungs- dichte (Einw./km²) | BIP 2007 (Mio. R$) |
| --------------------- | ------------------------------------------ | ------------ | ------------------------ | -------------------------------- | ------------------ |
| Alto Paraíso de Goiás | Lage von Alto Paraíso de Goiás             | 2.593,885    | 6.982                    | 2,7                              | 36.628             |
| Campos Belos          | Lage von Campos Belos in Goiás             | 724,060      | 19.166                   | 26,5                             | 90.574             |
| Cavalcante            | Lage von Cavalcante in Goiás               | 6.953,646    | 10.398                   | 1,5                              | 209.967            |
| Colinas do Sul        | Lage von Colinas do Sul in Goiás           | 1.708,215    | 4.026                    | 2,4                              | 18.231             |
| Monte Alegre de Goiás | Lage von Monte Alegre de Goiás             | 3,119.7      | 7.466                    | 2,4                              | 40.457             |
| Nova Roma             | Lage von Nova Roma in Goiás                | 2.135,945    | 3.633                    | 1,7                              | 25.707             |
| São João d’Aliança    | Lage von São João d’Aliança in Goiás       | 3.327,364    | 8.642                    | 2,6                              | 69.167             |
| Teresina de Goiás     | Lage von Teresina de Goiás                 | 774,635      | 2.915                    | 3,8                              | 10.481             |
| Total:                | Mikroregion Chapada dos Veadeiros in Goiás | 21.337,541   | 63.228                   | 3,0                              | 501.212            |